# Xã Huntington, Quận Brown, Ohio
Xã Huntington (tiếng Anh: Huntington Township) là một xã thuộc quận Brown, tiểu bang Ohio, Hoa Kỳ. Năm 2010, dân số của xã này là 2.763 người.